# Terellia montana
Terellia montana
 es una especie de insecto del género Terellia de la familia Tephritidae del orden Diptera. 
Korneyez la describió científicamente por primera vez en el año 2006.